# Perigon
Perigonul este un înveliș floral simplu,  nediferențiat în caliciu și corolă.
Elementele componente ale perigonului poartă numele de tepale. Perigonul poate fi de tip petaloid, când tepalele sunt divers colorate, (la Lilium candidum, Convallaria majalis, Colchicum autumnale, etc), sau de tip sepaloid, când tepalele sunt colorate în verde, (la Cannabis sativa, Urtica dioica), etc).